# Auto de fe en la plaza Mayor de Madrid
Auto de fe en la plaza Mayor de Madrid, en català Acte de fe a la plaça Major de Madrid és un oli sobre llenç realitzat en 1683 pel pintor espanyol Francisco Rizi. Les seves dimensions són de 277 × 438 cm. S'exposa en el Museu del Prado, Madrid.
El quadre retrata la celebració d'un acte de fe a la Plaça Major de Madrid presidit pel rei Carles II el 30 de juny de 1680.
Al fons, es veu la tribuna real amb el rei, acompanyat per la seva dona, Maria Lluïsa d'Orleans i per la seva mare, Maria Anna d'Àustria. A l'esquerra es veu l'Inquisidor General, Diego Sarmiento Valladares, i el seu tron. L'acte va durar tot el dia i és descrit detalladament més tard per José de l'Olmo, Agutzil Major i Mestre d'Obres Reials encarregat de dissenyar l'obra del tablado o teatre, a més de ser un familiar del Sant Ofici.